# Nové Město na Moravě
Pour les articles homonymes, voir Nové Město.
Nové Město na Moravě (en tchèque : /ˈnovɛː ˈmɲɛsto ˈna moravjɛ/ , en allemand : Neustadtl in Mähren, littéralement « La ville nouvelle en Moravie »), est une ville du district de Žďár nad Sázavou, dans la région de Vysočina, en Tchéquie. Sa population s'élevait à 9 919 habitants en 2023.
La ville possède le plus ancien lycée du pays et accueille de grandes compétitions sportives comme la Course du Ski d'Or Zlatá lyže, ainsi qu'une compétition internationale de biathlon chaque hiver.

## Géographie
Nové Město na Moravě se trouve à 10 km à l'est de Žďár nad Sázavou, à 40 km au nord-est de Jihlava et à 131 km à l'est-sud-est de Prague.

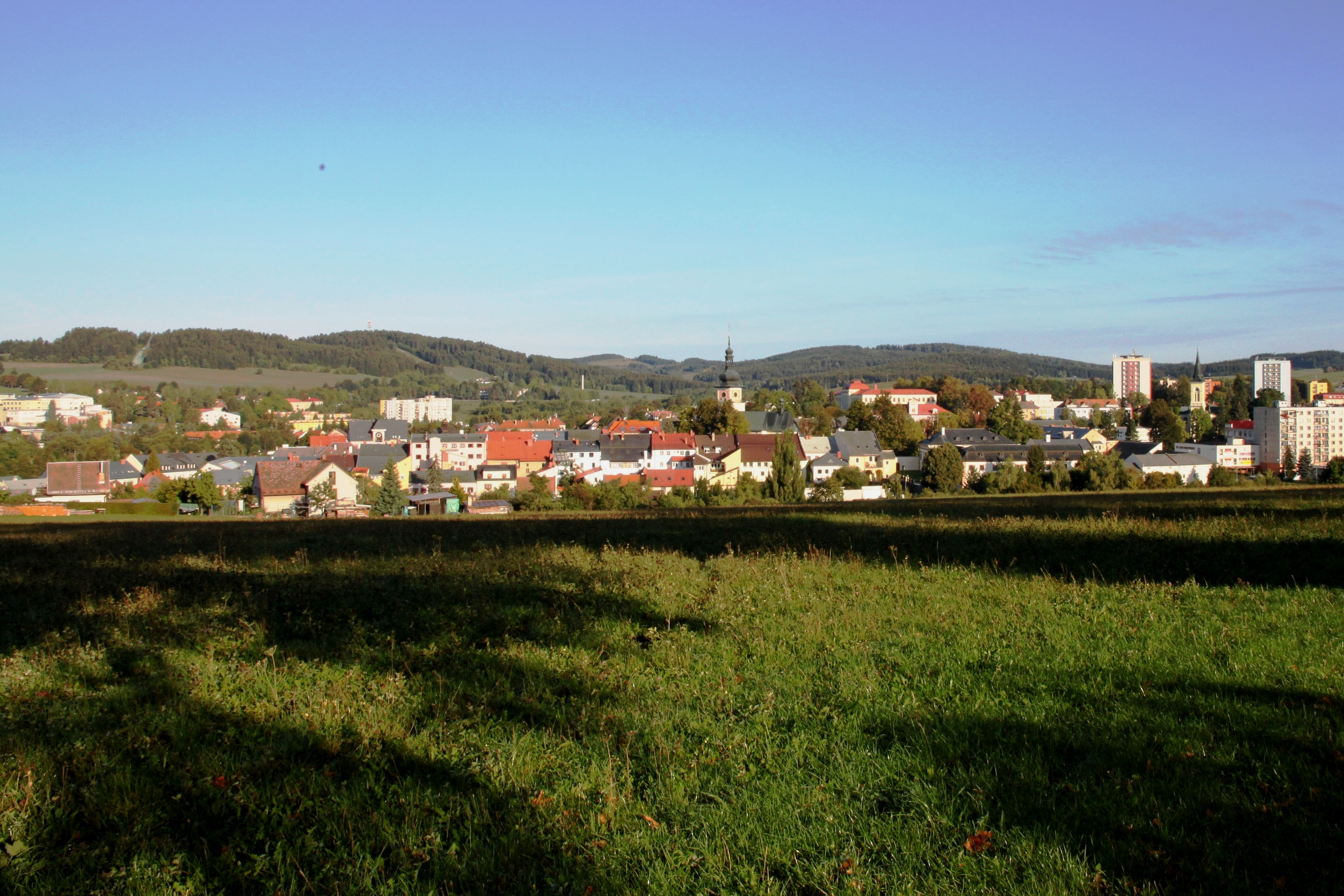
Nové Město na Moravě : vue générale.

La commune est limitée par Vlachovice, Fryšava pod Žákovou horou, Kadov et Kuklík au nord, par Věcov, Zubří et Lísek à l'est, par Zvole, Křídla, Nová Ves u Nového Města na Moravě, Řečice, Hodíškov et Obyčtov au sud et par Jámy, Žďár nad Sázavou, Lhotka et Radňovice à l'ouest.

## Histoire
La première mention écrite de la localité date de 1267.
Jusqu'en 1918, la ville de Neustadtl in Mähren - Nové Město (en 1850 : Mährisch Neustadtl) fait partie de l'empire d'Autriche, puis d'Autriche-Hongrie (Cisleithanie après le compromis de 1867), chef-lieu du district de même nom, l'un des 34 Bezirkshauptmannschaften en Moravie.

## Galerie

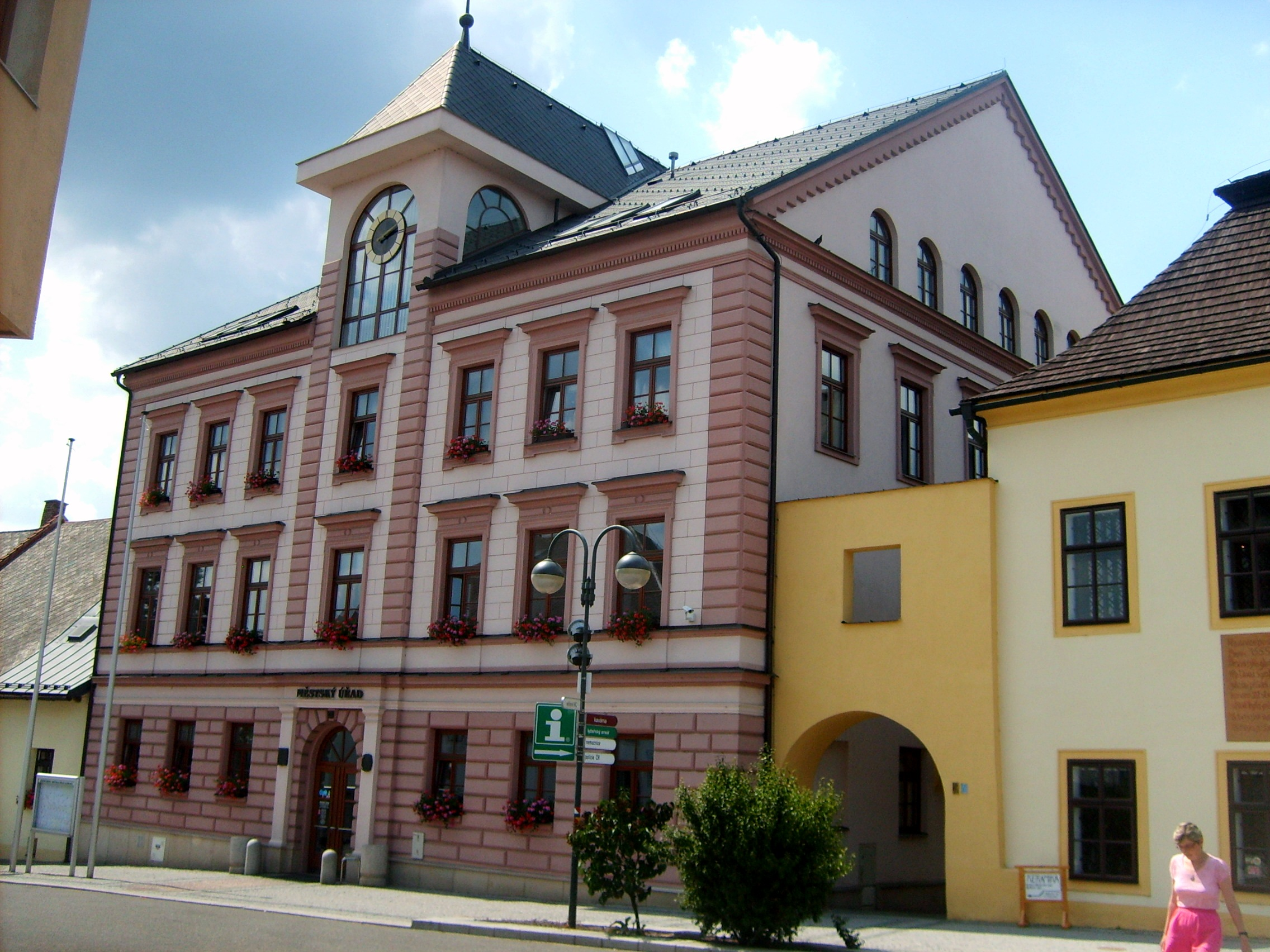
Nové Město : l'hôtel de ville.
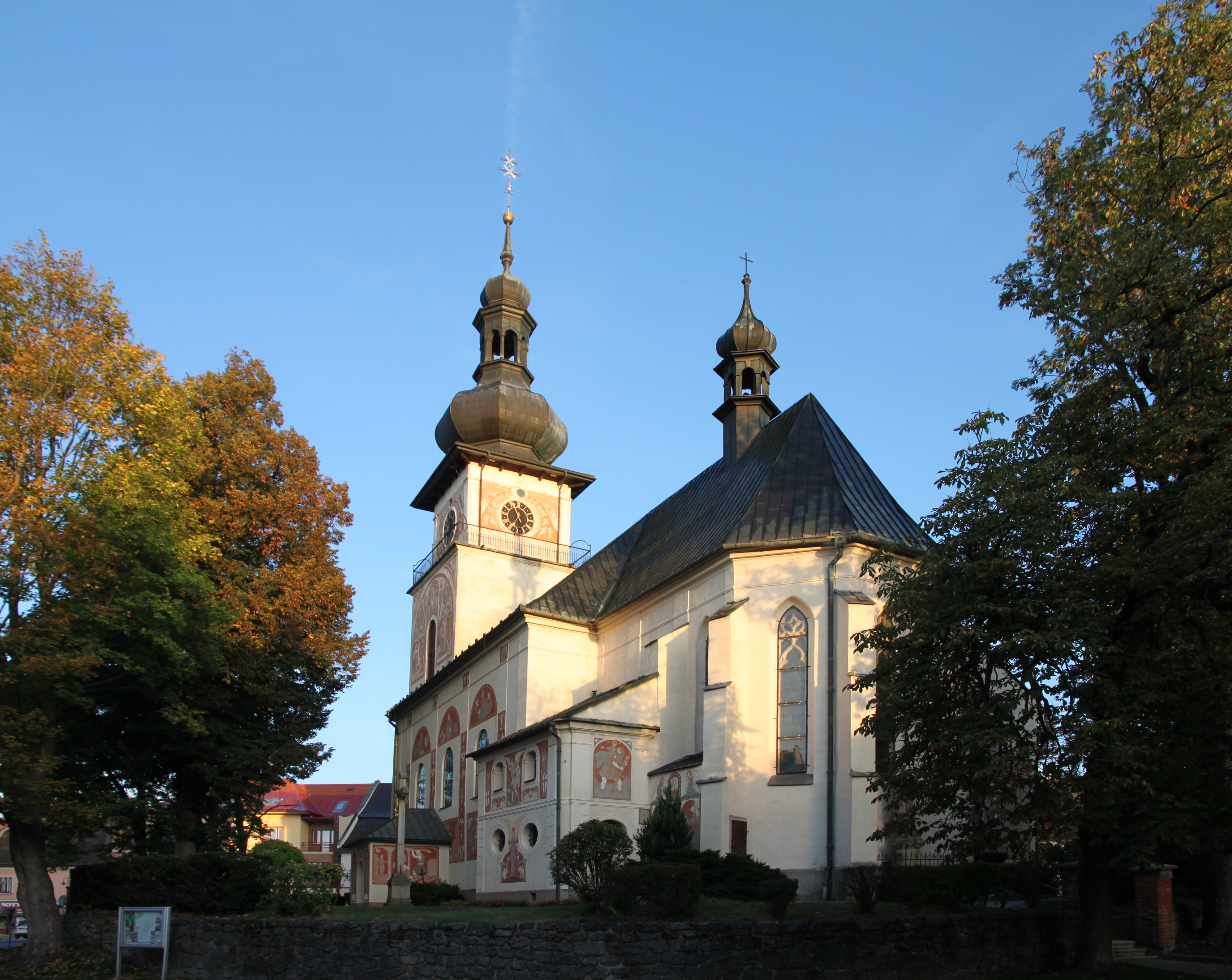
Église Sainte-Cunigonde.

## Population
Recensements ou estimations de la population de la commune dans ses limites actuelles :
| 1869* | 1880* | 1890* | 1900* | 1910* | 1921* |
| ----- | ----- | ----- | ----- | ----- | ----- |
| 5 871 | 5 860 | 5 746 | 5 655 | 5 761 | 5 466 |

| 1930* | 1950* | 1961* | 1970* | 1980* | 1991*  |
| ----- | ----- | ----- | ----- | ----- | ------ |
| 5 348 | 6 021 | 6 194 | 8 196 | 9 730 | 10 426 |

| 2001*  | 2011* | 2014   | 2015   | 2016   | 2017   |
| ------ | ----- | ------ | ------ | ------ | ------ |
| 10 471 | 9 989 | 10 180 | 10 158 | 10 120 | 10 110 |

| 2018   | 2019   | 2020   | 2021* | 2022  | 2023  |
| ------ | ------ | ------ | ----- | ----- | ----- |
| 10 063 | 10 098 | 10 049 | 9 488 | 9 829 | 9 919 |

## Transports
Par la route, Nové Město na Moravě se trouve à 11 km de Žďár nad Sázavou, à 47 km de Jihlava et à 168 km de Prague.

## Sport
La ville possède un complexe sportif, le Highlands Arena. Le site permet la pratique du VTT ou du biathlon d'été à la belle saison, et se consacre en hiver au ski de fond et au biathlon. Il accueille des épreuves de coupe du monde dans ces différentes disciplines tout au long de l'année. Nové Město est notamment hôte des Championnats du monde de biathlon d'hiver à deux reprises, en 2013 et en 2024.

## Personnalités liées à la ville
- Oldřich Blažíček (1887-1953), peintre tchèque
- Hanna Brady (1931-1944), jeune fille victime de la Shoah, assassinée à Auschwitz
- Tomáš Holeš (1993-), footballeur tchèque
- Martin Koukal (né en 1978), fondeur, champion du monde de ski de fond en 2003
- Zdeněk Kubík (né en 1977), historien, archiviste, bibliothécaire, héraldiste et vexillologue tchèque.
- Martin Nečas (né en 1999), joueur de hockey sur glace des Hurricanes de la Caroline.
- Miroslava Němcová (née en 1962), femme politique tchèque, présidente de la Chambre des députés de 2010 à 2013
- Martina Sáblíková (née en 1987), patineuse de vitesse, médaillée d'or aux Jeux Olympiques d'hiver de 2010 et 2014
- Eva Vítečková (née en 1982), joueuse de basket-ball, championne d'Europe en 2005
- Ivana Zemanová (née en 1962), première dame de Tchéquie, épouse de Miloš Zeman